# Georges van der Poele
Georges Marie Joseph Paul Guislain van der Poele (* 23. März 1868 in Gent; † 1944 in Etterbeek) war ein belgischer Reiter.
Er nahm an den Olympischen Sommerspielen 1900 in Paris teil. Im Jagdspringen, an dem er mit „Winsor Squire“ teilnahm, wurde er Zweiter. Im Hochspringen mit dem Pferd „Ludlow“ wurde er Dritter. Im Wettbewerb des sogenannten Vorführens von Reitpferden erreichte er keine vordere Platzierung.